# 脱毛银叶委陵菜
脱毛银叶委陵菜（学名：Potentilla leuconota var. brachyphyllaria）为蔷薇科委陵菜属下的一个变种。

## 扩展阅读
- 維基物種上的相關：脱毛银叶委陵菜